# Ізабель Сван
Ізабель Сван  (порт. Isabel Swan, 18 листопада 1983) — бразильська яхтсменка, олімпійська медалістка.

## Виступи на Олімпіадах
| Олімпіада  | Дисципліна | Місце |
| ---------- | ---------- | ----- |
| Пекін 2008 | Клас 470   | 3     |